# István Géczi
István Géczi, född 16 mars 1944 i Sajóörös, Ungern, död 10 september 2018, var en ungersk fotbollsspelare som ingick i det ungerska lag som tog OS-silver i fotbollsturneringen vid de olympiska sommarspelen 1972 i München.